# Каве Фоздондо (Ређо Емилија)
Каве Фоздондо је насеље у Италији у округу Ређо Емилија, региону Емилија-Ромања.
Према процени из 2011. у насељу је живело 53 становника. Насеље се налази на надморској висини од 31 м.